# Carl von Opel
Georg Adolf Carl Opel (Rüsselsheim am Main, 31 agosto 1869 – Rüsselsheim am Main, 16 febbraio 1927) è stato un imprenditore tedesco, fondatore della casa automobilistica Opel.

## Biografia
Georg Adolf Carl Opel fu il primogenito di Adam Opel, fondatore della casa Opel nel 1862 a Rüsselsheim.
Alla morte del padre nel 1895 condusse l'azienda con gli altri quattro fratelli, e con la madre, verso l'azienda automobilistica odierna con l'assorbimento della Lutzmannfabrik di Dessau, fondata da Friedrich Lutzmann.
Carl venne nobilitato il 17 gennaio 1918 a Darmstadt dal Granduca Ernesto Luigi del Granducato d'Assia; il 7 marzo il Consiglio ratificò l'atto. I fratelli Wilhelm e Heinrich lo diventarono un anno più tardi. Carl von Opel fu membro del Corps Franconia Darmstadt.